# Фалюшино (Палехский район)
Фалю́шино — деревня в составе Сакулинского сельского поселения Палехского района Ивановской области.

## География
Деревня находится на востоке Палехского района, в 13,5 км к востоку от Палеха (30 км по автодорогам), рядом с селом Сакулино.

## История
Деревня Фалюшино Ковровского уезда упоминается в книге Списки населенных мест Владимирской губернии по сведениям 1859 году в 1863 году.

## Население
| 1859 | 1905 | 2010 |
| ---- | ---- | ---- |
| 155  | ↘125 | ↘6   |